# Lisetta Carmi
Annalisa Carmi, známější jako Lisetta Carmi (15. února 1924, Janov – 5. července 2022, Cisternino), byla italská fotografka.

## Životopis
Lisetta Carmi se narodila 15. února 1924 v Janově do buržoazní rodiny židovského původu. V roce 1934 začala studovat klavír a pokračoval až do roku 1960. V roce 1938, ve věku 14 let, navštěvovala třetí gymnázium, ale kvůli svému židovskému původu byla vyloučena ze školy. Věnovala se tedy hudbě, protože nástroj považovala za "svého jediného společníka". Navzdory rasovému zákonu, mohla absolvovat kurzy a absolvovat zkoušky na konzervatoři v Janově. Se začátkem druhé světové války byla její rodina nucena se přestěhovat do Švýcarska aby unikla rasové perzekuci. Tam Lisetta Carmi pokračovala ve studiu na konzervatoři v Curychu. Po válce se vrátila do Janova, aby pokračovala ve hře se svým učitelem Alfredem na konzervatoři v Miláně. Brzy začala koncertovat po celém světě a získala pozitivní recenze v novinách, jako jsou Nürnberger Zeitung nebo Main Echo. Pracovala jako koncertní umělkyně ve Švýcarsku, v Itálii a také v Izraeli. Hrála klasický repertoár, včetně hudby umělců, jako jsou Beethoven, Scarlatti, ke kterému kombinovala skladby italských hudebníků dvacátého století, jako jsou Luigi Dallapiccola, Luigi Cortese nebo Tito Aprea. V roce 1960, díky přátelství s Leo Levim, se vrátila do Izraele, aby v různých městech podnikla dlouhé turné, které končilo vystoupením v kibucu a městě Netanja. Dne 30. června 1960 se zúčastnila protestní stávky svolané Pracovní Komorou z Janova. Její učitel silně nesouhlasil, protože se bál možnosti, že důsledky zabrání umělkyni pokračovat v koncertování.
 
V té době se Lisetta Carmi rozhodla přestat hrát, v důsledku svých ideálů a potřeby svobody, kterou jí hudba a koncertní činnost nedávaly. Začala tak svou kariéru fotografky, kterou vykonávala pouze do roku 1984, nicméně vytvořila rozsáhlý archiv.
Během své druhé kariéry podnikla několik výletů na východ, které vyvrcholily setkáním s indickým mistrem Babaji 12. března 1976. Datum, které označuje druhý zlom jejího života. Později se věnovala také studiu a reprodukci čínské kaligrafie. Její fotografie však zůstaly předmětem velké pozornosti jak v Itálii, tak v zahraničí.

## Kariéra fotografky
Lisetta Carmi se fotografii začala věnovat v roce 1960 díky svému příteli muzikologovi Leo Levi, který ji vyzval, aby s ním odcestovala do Apulie. Při této příležitosti si koupila svůj první fotoaparát, Agfa Silette a na fotografiích zachycovala zážitky z této cesty.
Po návratu do Janova její fotografie získaly celou řadu ocenění. Uvědomila si kvalitu své práce a rozhodla se věnovat se kariéře fotografky. Díky svému bratru Eugeniovi odjela do Bernu. Kurt Blum ji naučil fotografie vyvolávat, tisknout a dal jí několik tipů. Ve skutečnosti jí radil, aby se "vždy dívala na to, co je za", co hodlá zvěčnit, což byl princip, který autorka během své kariéry využívala. Umělkyně používala fotografii jako "nástroj pro hledání pravdy".
V roce 1962 ji její bratr Eugenio představil řediteli divadla Duse, Ivo Chiesovi, který se Carmi rozhodl najmout jako scénickou fotografku. Až do roku 1965 Lisetta pokračovala v práci v divadle, díky čemuž přišla do styku s různými umělci, jako byli například Luigi Squarzina, Giuliano Scabia, Emanuele Luzzati, Carlo Quartucci nebo Aldo Trionfo.
Ve stejném roce vydala reportáž ze Sardinie. Současně vytvářela grafické dílo Hudební zápisník Annalibery. V tomto projektu přistupovala ke skladatelově hudební tvorbě a odpovídajícímu "fotografickému znamení" pro každý z 11 kusů skladeb. Vyvolala negativ, vystavila jej světlu aby ztmavl a poté jej poškrábala. Nakonec si vybrala fotografii sebe a jednoho z umělců, doprovázenou jejím psaným textem. Svazek vydala v nakladatelství Pobuřování teprve v roce 2005.
Umělkyni najalo také město Janov pro některé fotografické služby na různých místech ve městě, jako například matrika, nemocnice Gaslini a Galliera nebo Staré Město.
Fotografka spolupracovala s některými italskými časopisy, včetně Mondo, Vie Nuove nebo Espresso.
V lednu 1965 odešla do Piadeny, kde podávala zprávy o místech a známých osobnostech, včetně mistra Maria Lodi a Piadena Duo, protagonisté této "kulturní laboratoře". Fotografie byly prezentovány v roce 2018 na výstavě  Un paese 50 anni dopo. Lisetta Carmi a Piadena: fotografie 1965, kurátorem byl G. B. Martini.
Od 5. do 19. prosince téhož roku cestovala do Paříže, kde pracovala na reportáži v metru. Pak se vrátila do Janova a vytvořila cyklus Metropolitan, autorskou knihu složenou z fotografií a textů Instantany (autor: Alain Robbe-Grillet), která následující rok získala druhé místo Premio per la cultura della Fotografia di Fermo.
Dne 31. prosince se Lisetta Carmi díky svému příteli Maurovi Gasperinimu setkala s komunitou transvestitů, která obsadila židovské ghetto v Janově. Aktivně po dobu šesti let fotografovala realitu této komunity. Fotografie transvestitů, zpočátku prezentované pouze černobíle a později barevně, kromě toho, že jsou zcela neobvyklé a vnímány jako skandální společným sentimentem té doby, znovu zdůraznily pocit blízkosti Lisetty Carmi k marginalizovaným postavám ze společnosti, které se nacházejí ve většině jejích reportáží. Fotografie, doprovázené texty rozhovorů psychiatra Elvia Fachinelliho, byly shromážděny v knize Transvestit. Tu vydal v roce 1972 Sergio Donnabella, který speciálně založil vydavatelství Essedi. Zpočátku byl cyklus odmítnut oficiálními prodejními kanály pro obsah považovaný za skandální, ale postupem času se stal stále úspěšnějším.
Dne 11. února 1966 odjela Lisetta spolu s ředitelem janovské ANSA di Genova do Sant'Ambrogio (Zoagli) za fotografem Ezrou Poundem. Navzdory skutečnosti, že jejich setkání bylo velmi krátké, dokázala pořídit sérii dvaceti fotografií. Po jejich vyvolání vybrala dvanáct nejvýznamnějších a získala italskou formu ocenění Prix Niépce. Fotografie byly v roce 1967 publikovány v časopise Marcatre a v roce 2005 v knize L'ombra di un poeta. Incontro con Ezra Pound (Stín básníka. Setkání s Ezrou Poundem).
Pak odcestovala do Nizozemska, kde fotografovala protagonisty protestního hnutí Provos. V listopadu 1966 odešla do Florencie po povodni, která zdevastovala město, kde nasnímala zátiší, které zachytila jako svědectví o katastrofě, která se stala.
Od 10. do 12. června 1967 během Konference Ivrea měla příležitost předvést účastníkům několik portrétů, včetně takových osobností jako například: Carmelo Bene, Sylvano Bussotti, Edoardo Sanguineti, Cathy Berberian, Franco Quadri nebo Alberto Arbasino. Dne 19. října 1968 pořídila reportáž o přirozeném porodu v nemocnici Galliera v Janově. V roce 1969 se vydala na tříměsíční cestu po Jižní Americe, kde navštívila Venezuelu, Kolumbii a Mexiko. Zde pořídila celou řadu fotografií jak v černobílém, tak v barevném provedení, které se později objevily v různých periodikách, jako jsou Le compere di S. Giorgio, Esso Rivista nebo Tempi Moderni. Po návratu do Itálie odešla do Říma, aby se zúčastnila Counter-Kongres psychoanalýzy organizátora Elvia Fachinelliho, kde se setkala a fotografovala francouzského psychoanalytika Jacqua Lacana.
V roce 1970 odcestovala na východ a dokumentovala místa jako jsou Afghánistán, Indie, Nepál a Pákistán. V roce 1974 v Belfastu fotografovala město, ponořené do konfliktů mezi republikány a loajalisty. V roce 1976 odešla na Sicílii v návaznosti na návrh nakladatelství Dalmine aby pořídila snímky pro fotografickou knihu Vody Sicílie, s texty od Leonarda Sciasciho. Následující rok byla práce publikována a získala světovou knižní cenu v Lipsku. Projekt na Sicílii představil poslední dílo v kariéře fotografky, která následně směřovala své zájmy jiným směrem. Poté pořídila několik fotografií svého duchovního mistra Babajiho v publikaci Shri Babaji Mahavatar dell’Himalaya.
V roce 1993 Patrizia Pentassuglia, po dlouhé práci na obnově fotografického materiálu Lisetty Carmi, představila svou diplomovou práci Život při hledání pravdy. Fotografická zkušenost Lisetty Carmi, první biografii fotografky. V roce 2009 Patrizia Pentassuglia pořádala v Cineteca di Bologna "The meeting track", Lisetta Carmi se setkala se studenty Aldrovandi-Rubbiani State Professional Institute.

## Knihy
Její fotografická práce a její život jsou dokumentovány v knihách a katalozích, včetně:
- Lisetta Carmi, I travestiti, Roma, Essedi Editrice, 1972.
- Lisetta Carmi e Leonardo Sciascia, Acque di Sicilia, Bergamo, Dialmine, 1977.
- Lisetta Carmi, Una vita alla ricerca della verità. L'esperienza fotografica in Lisetta Carmi. Tesi di Laurea di Patrizia Pentassuglia, Bologna 1993
- Lisetta Carmi, L'ombra di un poeta. Incontro con Ezra Pound, Milano, ObarraO Edizioni, 2005, ISBN 9788887510218.
- Lisetta Carmi, Lisetta Carmi, ho fotografato per capire, Roma, Peliti Associati, 2014, ISBN 978-8889412602.
- Lisetta Carmi, La bellezza della verità, a cura di G.B. Martini, Roma, Postcart, 2018, ISBN 978-88-98391-84-4.
- Lisetta Carmi, Shri Babaji Mahavatar dell’Himalaya, Roma, Postcart, 2019, ISBN 978-88-98391-91-2.[10]

## Film
V roce 2010 natočil Daniele Segre film Lisetta Carmi, duše na cestě, který byl 3. září 2010 představen na 67. Mezinárodním filmovém festivalu v Benátkách během Dnů Benátek.

## Výstavy
Během své kariéry se Lisetta Carmi účastní četných kolektivních i samostatných výstav v různých italských i zahraničních městech. Tyto zahrnují:
- V roce 1991, po dlouhé práci na obnově fotografického archivu, Patrizia Pentassuglia zorganizovala a kurátorovala Regards et sourires v Maison de la Culture v Rennes.
- Smysl života, Dóžecí palác v Janově, 2015–2016
- Protagonisté a cesty italské fotografie na konci dvacátého století v Macof v Centru italské fotografie v Brescii v roce 2016
- Lisetta Carmi, Pod pláštěm v Galerii Antoine Levi v Paříži v roce 2018[12]
- Krása pravdy v římském muzeu v Trastevere v letech 2018 až 2019[13]
- Z Janova do zbytku světa v Italském centru autorské fotografie v Bibbieně v roce 2019[14]
- Nomádský subjekt v Mezinárodním centru fotografie v Palermu v roce 2019[15]

## Ceny a ocenění
- Cena „Culture of Photography“ za reportáž Métropolitain, Fermo, 1966
- „Prix Nièpce Italia“ pro reportáž Ezra Pound, Amsterdam, 1966
- "Mediterraneum Award", Modica, 2016
- „Cena Marca Bastianelliho“, Řím, 2016 s prezentací Patrizie Pentassuglia